# Sierentz
Sierentz é uma comuna francesa na região administrativa de Grande Leste, no departamento Alto Reno. Estende-se por uma área de 13,25 km². Em 2010 a comuna tinha 3 824 habitantes (densidade: 288,6 hab./km²).